# Economia Finlandei
Finlanda are o economie bine industrializată, în mare parte de piață liberă, cu un PIB per capita asemănător celor din Regatul Unit, Franța, Italia sau Germania. Cele mai importante ramuri industriale sunt reprezentate de industria electronică (21,6%), auto și mașinării (21,1 %), prelucrarea lemnului (13,1 %) și chimică (10,9 %). Finlanda este în prezent sediul social al Nokia, fost lider mondial în telefonia mobilă.
În 2017, PIB-ul Finlandei a fost de aproximativ 252 de miliarde de dolari, la o populație de 5,3 milioane de locuitori.
Industria are o contribuție de 29% la formarea PIB-ului și angajează aproximativ 16% din totalul salariaților.
Exporturile anuale ale Finlandei se ridică la peste o treime din PIB, iar metalele reprezintă 12% din total.